# Bohari
Bohari è una suddivisione dell'India, classificata come census town, di 7.976 abitanti, situata nel distretto di Barpeta, nello stato federato dell'Assam. In base al numero di abitanti la città rientra nella classe V (da 5.000 a 9.999 persone).

## Società

### Evoluzione demografica
Al censimento del 2001 la popolazione di Bohari assommava a 7.976 persone, delle quali 4.171 maschi e 3.805 femmine. I bambini di età inferiore o uguale ai sei anni assommavano a 1.076, dei quali 585 maschi e 491 femmine. Infine, coloro che erano in grado di saper almeno leggere e scrivere erano 4.744, dei quali 2.785 maschi e 1.959 femmine.